# Neowerdermannia
Neowerdermannia ist eine Pflanzengattung aus der Familie der Kakteengewächse (Cactaceae). Der botanische Name der Gattung ehrt den deutschen Pflanzensammler Erich Werdermann. Der Zusatz „Neo“ war notwendig, da der Name Werdermannia schon an eine Gattung der Kreuzblütengewächse (Brassicaceae) vergeben war.

## Beschreibung
Die einzelnen, niedrig wachsenden Arten der Gattung Neowerdermannia sind kugelförmig bis gedrückt kugelförmig und haben eine kräftige Pfahlwurzel. Die etwa 16 für gewöhnlich spiralförmigen Rippen sind kaum unterscheidbar, da sie in Warzen aufgelöst sind. Die Areolen sind häufig eingesunken und befinden sich an der Basis der Oberseite der Warzen. Von den daraus entspringenden Dornen sind einige gekrümmt oder gehakt.
Die trichterförmigen Blüten sind weiß bis lilarosafarben. Sie öffnen sich am Tag. Ihr Blütenbecher und die kurze Blütenröhre sind mit fleischigen Schuppen und kahlen Areolen besetzt.
Die runden, horizontal mit einem Deckelchen oder seitlich aufreißenden Früchte enthalten breit eiförmige, aufgeraute Samen.

## Systematik und Verbreitung
Die Gattung Neowerdermannia ist in Nord-Argentinien, Süd-Bolivien, Peru und Nord-Chile verbreitet.
Die Erstbeschreibung der Gattung erfolgte 1930 durch Alberto Vojtěch Frič. Die Typusart ist Neowerdermannia vorwerkii.

### Systematik nach N.Korotkova et al. (2021)
Die Gattung umfasst folgenden Arten:
- Neowerdermannia chilensis Backeb.
- Neowerdermannia vorwerkii Frič

### Systematik nach Anderson/Eggli (2005)
Zur Gattung gehören die beiden Arten:
- Neowerdermannia chilensis Backeb.
  - Neowerdermannia chilensis subsp. chilensis
  - Neowerdermannia chilensis subsp. peruviana (F.Ritter) Ostolaza = Neowerdermannia chilensis Backeb.
- Neowerdermannia vorwerkii Frič

## Nachweise